# Včela medonosná madagaskarská
Včela medonosná madagaskarská (Apis mellifera unicolor) je poddruh včely medonosné pocházející z Madagaskaru. Vyznačuje se mimořádnou mírnosti, Friedrich Ruttner v roce 1988 poznamenal, že je to „jedna z nejmírnějších včel na světě“.

## Taxonomie
V roce 2015 byla provedena analýza DNA na Madagaskaru se zjištěním, že včela madagaskarská představovala 99,6 % populace všech včel. Byly identifikovány dva ekotypy, jeden z vysočiny Hauts Plateaux a druhý z pobřežních oblastí. V roce 2010 se objevil na Madagaskaru roztoč Varroa destructor a byly vzneseny obavy ohledně vlivu, který roztoč bude mít na genetickou rozmanitost včely madagaskarské na ostrově.
Celkově ve srovnání s jinými včelami medonosnými je jejich genetická rozmanitost velmi nízká, autoři to připisovali kombinaci ostrovní izolace bránící introgresi s jinými poddruhy, geografii ostrova omezující pohybu včel kolem ostrova a intenzivnímu odlesňování, ke kterému docházelo v dějinách Madagaskaru a které se od poloviny 20. století zrychluje.